# Andrena griseohirta
Andrena griseohirta är en biart som beskrevs av Johann Dietrich Alfken 1936. Andrena griseohirta ingår i släktet sandbin, och familjen grävbin. Inga underarter finns listade i Catalogue of Life.